# 丘傑利
51°15′44″N 26°43′20″E / 51.26222°N 26.72222°E
丘傑利（烏克蘭語：Чудель），是烏克蘭的村落，位於該國西北部羅夫諾州，由薩爾內區負責管轄，始建於1577年，面積2.6平方公里，海拔高度153米，2001年人口2,811，人口密度每平方公里1,082人。